# Louvie-Soubiron
 Louvie-Soubiron  es una población y comuna francesa, en la región de Aquitania, departamento de Pirineos Atlánticos, en el distrito de Oloron-Sainte-Marie y cantón de Oloron-Sainte-Marie-Est.

## Demografía
| 316 | 263 | 156 | 233 | 306 | 383 | 353 | 401 | 378 | 400 | 394 | 387 | 347 | 360 | 363 | 387 | 383 | 387 | 370 | 303 | 319 | 280 | 245 | 217 | 217 | 190 | 168 | 137 | 128 | 125 | 118 | 127 | 121 | 113 |
| Para los censos de 1962 a 1999 la población legal corresponde a la población sin duplicidades (Fuente: INSEE [Consultar]) |     |     |     |     |     |     |     |     |     |     |     |     |     |     |     |     |     |     |     |     |     |     |     |     |     |     |     |     |     |     |     |     |     |